# Massacre de Bossemptélé
- Bouca
- Gaga
- Bouar
- Massacre de Bouar
- Incendie de Camp Bangui
- 1er Massacre de Boali
- 2e Bangui
- Bossangoa
- Opération Sangaris
- Bozoum
- Massacre de Bohong
- Massacre de Bossembélé‎
- Massacre de Bossemptélé
- Massacre de Baoro
- 2e Massacre de Boali
- 1er Grimari
- 2e Grimari
- Boguila
- Batangafo

Le massacre de Bossemptélé a lieu lors de la troisième guerre civile centrafricaine. Une centaine de civils musulmans sont massacrés par les anti-balaka lorsque ces derniers s'emparent de la ville après le repli des Seleka.

## Déroulement
Le 17 janvier 2014, les forces de la Seleka quittent la ville de Bossemptélé et se replient vers le nord. Les forces internationales de maintien de la paix de la MISCA et de l'Opération Sangaris ne sont pas présentes à Bossemptélé, aussi le lendemain, la ville est attaquée par les Anti-balaka. 
Des civils musulmans armés et quelques combattants Seleka restés en arrière tentent de résister à l'attaque, mais trop peu nombreux ils ne peuvent empêcher les Anti-balaka de prendre la ville. Aussitôt, les assaillants s'en prennent à la population musulmane, plusieurs civils sont assassinés à l'intérieur de la ville, puis les anti-balaka organisent des battues pour traquer les fuyards dans la brousse.
Certains musulmans parviennent cependant à s'enfuir, d'autres bénéficient de l'aide d'habitants chrétiens et parviennent à trouver refuge à la mission catholique située en bordure de la ville. Plusieurs centaines de personnes trouvent refuge dans cette mission, qui dispose également d'un hôpital. Cependant dans les jours qui suivent des anti-balaka entrent régulièrement à l'intérieur de la mission où ils commettent des vols et profèrent des menaces contre les musulmans, les prêtres, les religieuses et le personnel médical.
Un des prêtres de la mission catholique témoigne : 

« On a fait tout le possible pour sauver les blessés, ramasser les morts, les enterrer ; aucune organisation ne nous a aidés. Depuis deux semaines, nous demandons que la MISCA ou l’armée française viennent ici pour protéger ces déplacés musulmans ou les évacuer quelque part où ils seront en sécurité, mais personne n’est venu ; ils ne nous ont même pas répondu. La situation s’aggrave de jour en jour aussi bien pour les déplacés que pour nous. Nous n’avons reçu aucune aide humanitaire non plus. Personne n'écoute nos cris de détresse. »

## Témoignages
Des témoignages de survivants sont recueillis par Amnesty International. Un des médecins qui a participé au ramassage des morts et des blessés déclare :  

« Dans beaucoup de cas les blessures montrent que les victimes ont été abattues à bout portant. Parmi les corps qu'on a trouvés, une dizaine étaient des femmes et il y avait aussi des enfants. Un enfant [un garçon] d'à peu près 10 ans avait reçu plusieurs balles dans le visage, le bas du dos et l'épaule, et avait été mutilé ; on lui avait coupé une main avec une machette. Nous avons trouvé son cadavre au centreville, à côté de l'école primaire. Nous ne savons pas qui il est ; nous avons pris des photos mais nous n'avons pas encore eu le courage de les montrer aux déplacés abrités ici pour voir si quelqu'un le connaît. »

Un autre médecin déclare :

« On a trouvé quatre cadavres brûlés dans des maisons de musulmans au centreville ; deux étaient dans une maison, un dans la mosquée et un dans la cour d’une maison ; des cochons étaient en train de manger ce dernier quand nous l’avons trouvé. Dans une autre maison de musulmans, on a trouvé deux blessés et deux morts. Tous les quatre avaient reçu des tirs à bout portant, comme pour les exécuter. Un des blessés avait reçu une balle dans la bouche et on lui avait coupé la main droite. »

Imam Mahajir, un dirigeant religieux de 76 ans ayant perdu plusieurs membres de sa famille témoigne également :

« Mon fils, Abdel Hakim, s’était caché sous le lit parce que, si les anti-balaka trouvent des hommes, ils les tuent. Ils [les anti-balaka] sont entrés [dans notre maison], ils l’ont pris et l’ont emmené au marché, à côté, et l’ont abattu sur place. Ils ont aussi attrapé mon beau-fils, Mohammed, et ils l’ont tué ; ils l’ont frappé à la nuque avec une machette et l’ont tué. Après, le même matin, j’étais à la maison (je suis trop vieux pour courir me sauver en brousse) ; j’ai vu un groupe d'anti-balaka qui arrivaient et je me suis accroupi contre le mur pour leur montrer qu’ils n’avaient rien à craindre de moi. Ils m’ont bien vu parce qu’ils étaient tout près. L'un d’entre eux a pointé son arme sur moi et a tiré trois fois ; deux fois dans le ventre et une fois dans mon bras droit ; ils ont voulu me tuer. C’est mon autre fils qui m’a trouvé, il m’a pris sur ses épaules et m’a caché en brousse, mais il a vu que j’allais mourir si je restais là, alors il m’a repris et m’a emmené au bord de la route. Là, ces frères [chrétiens] au bon cœur m’ont pris et m’ont emmené à l’hôpital. »

## Bilan humain
Après le massacre, des prêtres locaux et des bénévoles chrétiens se chargent d'enterrer les morts et de soigner les blessés. Selon eux, presque toutes les victimes des violences sont des civils musulmans ; la plupart sont des hommes adultes, mais des vieillards, des femmes et des enfants figurent également parmi les morts. Deux anti-balaka sont également tués lors des affrontements, en revanche aucun civil chrétien n'est décédé lors de cette journée.
Selon Amnesty International, plus de 100 personnes sont tuées et des dizaines d'autres blessées le 18 janvier à Bossemptélé. Deux jours plus tard, quatre femmes peules qui se cachaient chez une famille chrétienne sont découvertes par des anti-balaka et massacrées.